# Mazlum Doğan

Mazlum Doğan

Mazlum Doğan (* 1955 in Karakoçan; † 21. März 1982 im Gefängnis Diyarbakır) war ein hochrangiger kurdischer PKK-Kader und Mitglied des Zentralkomitees der PKK.

## Werdegang
Doğan erhielt seine Schulausbildung in Balıkesir. 1976 nahm er an der Studentenbewegung teil, die der Vorläufer der PKK war. Er war erster Chefredakteur der Zeitung Serxwebûn. 1979 wurde er inhaftiert. Die Anklage lautete auf Mitgliedschaft in der PKK, Mitwirken bei der Gründung und Führung der Organisation, Beteiligung an der Entführung eines Parteigenossen aus dem staatlichen Krankenhaus in Diyarbakır und Verwendung einer falschen Identität.
Mit 27 Jahren setzte Mazlum Doğan am 21. März 1982, dem Tag, an dem die Kurden ihr Newrozfest feiern und überall Newroz-Feuer angezündet werden, im türkischen Gefängnis in Diyarbakır aus Protest gegen die türkische Regierung seine Zelle in Brand und erhängte sich. Mit dieser Tat wollte er unter anderem auf die Missstände in den türkischen Gefängnissen aufmerksam machen. In den türkischen Gefängnissen wurde zu dieser Zeit von staatlicher Seite systematisch Folter angewandt. Diese Aktion Mazlum Doğans bildete den Auftakt zu einer Reihe von Hungerstreiks und Widerstandsaktionen der politischen Gefangenen im Jahre 1982.
Mazlum Doğans Tat wird seither in der PKK und ihren Umfeldorganisationen in Form von Gedenkveranstaltungen gewürdigt. Die PKK hat ihre Kaderschmiede nach ihm benannt und führt alljährlich in mehreren Ländern Europas Jugendfestivals durch, die seinen Namen tragen.